# When You're Strange
When You're Strange (When You're Strange: a Film About The Doors) è un film documentario incentrato sulla storia del gruppo californiano The Doors e del suo leader e cantante Jim Morrison. Il film è scritto e diretto da Tom DiCillo e prodotto da Peter Jankowski.

## Produzione
Verso la fine del 2008 viene annunciato da Ray Manzarek un nuovo progetto che prevede un nuovo documentario sulla vera storia dei Doors, diretto da Tom DiCillo e prodotto da Peter Jankowski. Il film, in uscita nel 2009, si chiamerà When You're Strange ed ha il compito di far venire alla luce il vero Jim Morrison, con filmati mai visti prima. Manzarek al riguardo si è espresso dicendo che il film sarà il vero anti-Stone riferito al film The Doors di Oliver Stone, pellicola nella quale Manzarek e gli altri membri della band non si sono mai rispecchiati.
Il film è incentrato sulla figura di Jim Morrison con molte immagini del periodo 1965-1971, Tom DiCillo ha visionato oltre dieci ore di pellicola, cercando di montare il tutto, scegliendo il meglio del materiale con immagini inedite anche del periodo pre-Doors, molto del materiale è stato prelevato dai due film dell'epoca dei Doors e cioè Feast Of Friends e HWY, con molte delle immagini assolutamente inedite (quelle escluse dai due film all'epoca, il materiale cosiddetto Outtakes).

## Accoglienza
Il documentario di DiCillo, proiettato per la prima volta il 17 gennaio 2009 al Sundance Film Festival, fu accolto con critiche favorevoli, anche se molti lamentavano una narrazione un po' monotona da parte dell'autore. DiCillo scelse quindi di apportare una modifica, e chiese a Johnny Depp di fare la voce narrante di WYS. La nuova versione “redux” del film ha debuttato domenica 21 giugno 2009 al Los Angeles Film Festival, e poi è stato presentato al London Film Festival il 16-18 ottobre 2009. Il 9 aprile 2010 è la data della prima cinematografica negli USA; l'uscita della colonna sonora è del 6 aprile 2010; il 15 aprile il film è uscito nelle sale in Canada.
Sempre negli Stati Uniti, WYS è stato trasmesso dalla PBS il 10 maggio 2010 nell'ambito della serie American Masters, mentre la versione in DVD è uscita il 29 giugno. Nell'autunno 2010 è stato candidato agli Emmy Awards tra i programmi non-fiction.
Il 13 febbraio 2011 ha ricevuto il premio Best Long Form Music Video ai Grammy Awards 2010.

## Distribuzione
Distribuito in Francia in lingua originale da MK2, il film è stato accolto entusiasticamente dalla critica. In Italia WYS è distribuito da GA&A Productions, ed è presentato in anteprima nazionale alla 51ª edizione del Festival dei Popoli.
Nel giugno 2011 il documentario in versione italiana, con la narrazione di Depp affidata al cantante Morgan, esce quasi in contemporanea al cinema, in Tv e in home video. Si parte con il lancio nelle sale cinematografiche in digitale il 21 giugno per poi approdare su Studio Universal domenica 3 luglio alle 21:15 e infine il 6 luglio in un'Edizione Speciale DVD+libro nella collana Feltrinelli Real Cinema.

## Riconoscimenti
Robby Krieger crede che il film proponga un ritratto di Morrison più accurato rispetto a quello fatto nel biopic del 1991: «Penso che quando si vede il film di Oliver Stone – e io sono molto colpito dalla bravura di Val Kilmer – il problema con quel film è che la sceneggiatura era un po' stupida. Non coglie affatto come fosse Jim nella realtà. Penso che questo film illumini di più sul modo in cui lavorava la sua mente». Nel complesso Krieger è stato “davvero felice” dei risultati ottenuti dal film, con particolare riguardo al lavoro di editing. I membri sopravvissuti della band hanno scelto di non farsi coinvolgere troppo nel progetto, affinché fosse garantito il giusto equilibrio che solo una persona esterna alla loro storia poteva cercare di raggiungere.

## Cast
- Jim Morrison: se stesso (filmati di repertorio)
- Ray Manzarek: se stesso (filmati di repertorio)
- John Densmore: se stesso (filmati di repertorio)
- Robby Krieger: se stesso (filmati di repertorio)
- Paul A. Rothchild: se stesso (filmati di repertorio) Produttore (The Doors - Morrison Hotel)
- Bruce Botnick: se stesso (filmati di repertorio) Sound Engineer e Produttore (L.A. Woman)
- Johnny Depp: voce narrante in lingua originale
- Morgan: voce narrante nell'edizione italiana